# Zemplín
Zemplín (Hongaars: Zemplén) is een Slowaakse gemeente in de regio Košice, en maakt deel uit van het district Trebišov.
Zemplín telt 396 inwoners waarvan de meerderheid Hongaren zijn.
Zemplín was de plaats van waaruit het historische Hongaarse comitaat Zemplén origineel werd bestuurd. Het comitaat kreeg later andere hoofdsteden en bestond tot 1920. Tegenwoordig komt de naam van de streek nog voor in de Hongaarse provincie Borsod-Abaúj-Zemplén die in Hongarije geldt als de rechtsopvolger van drie historische comitaten.

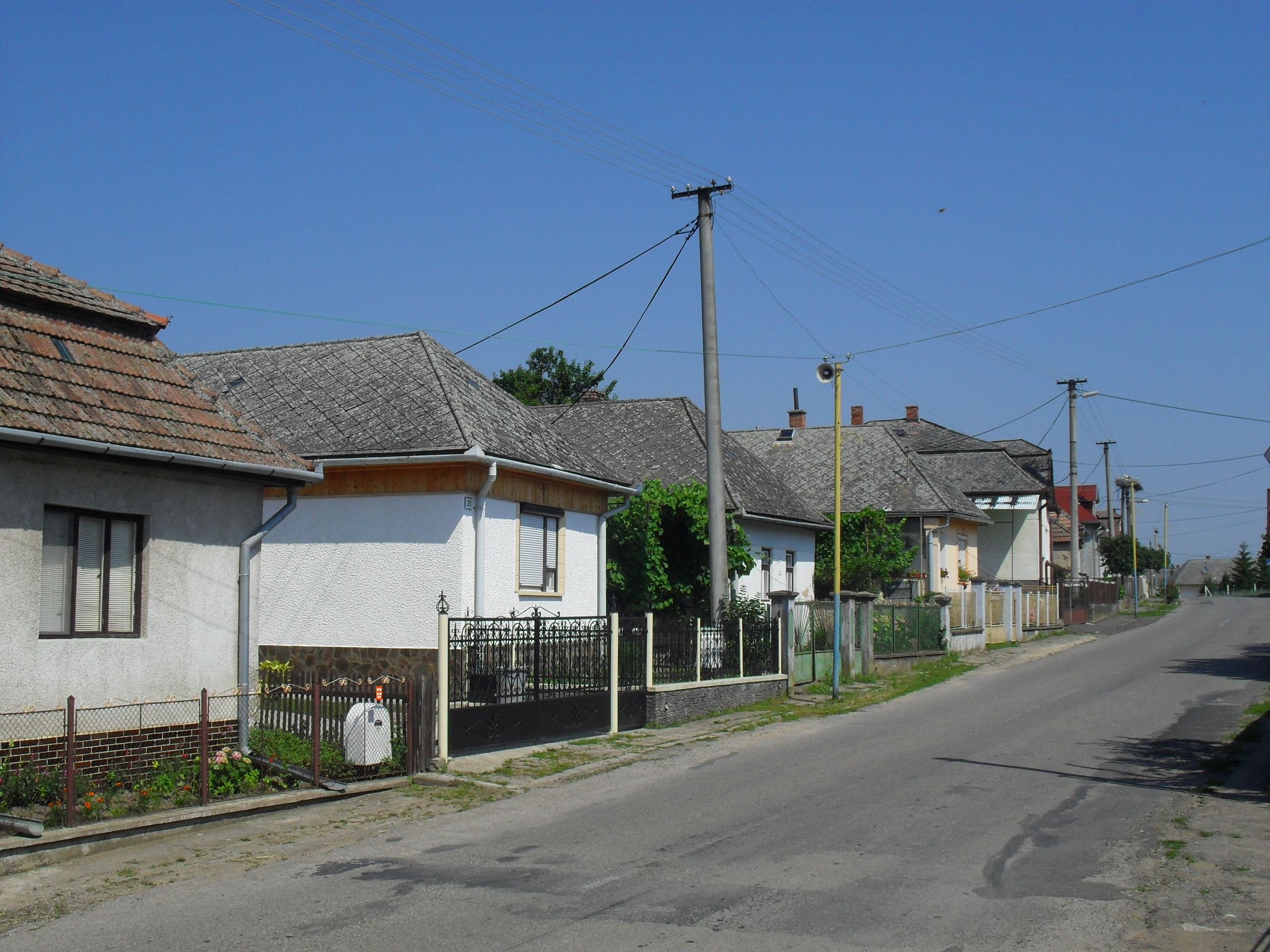
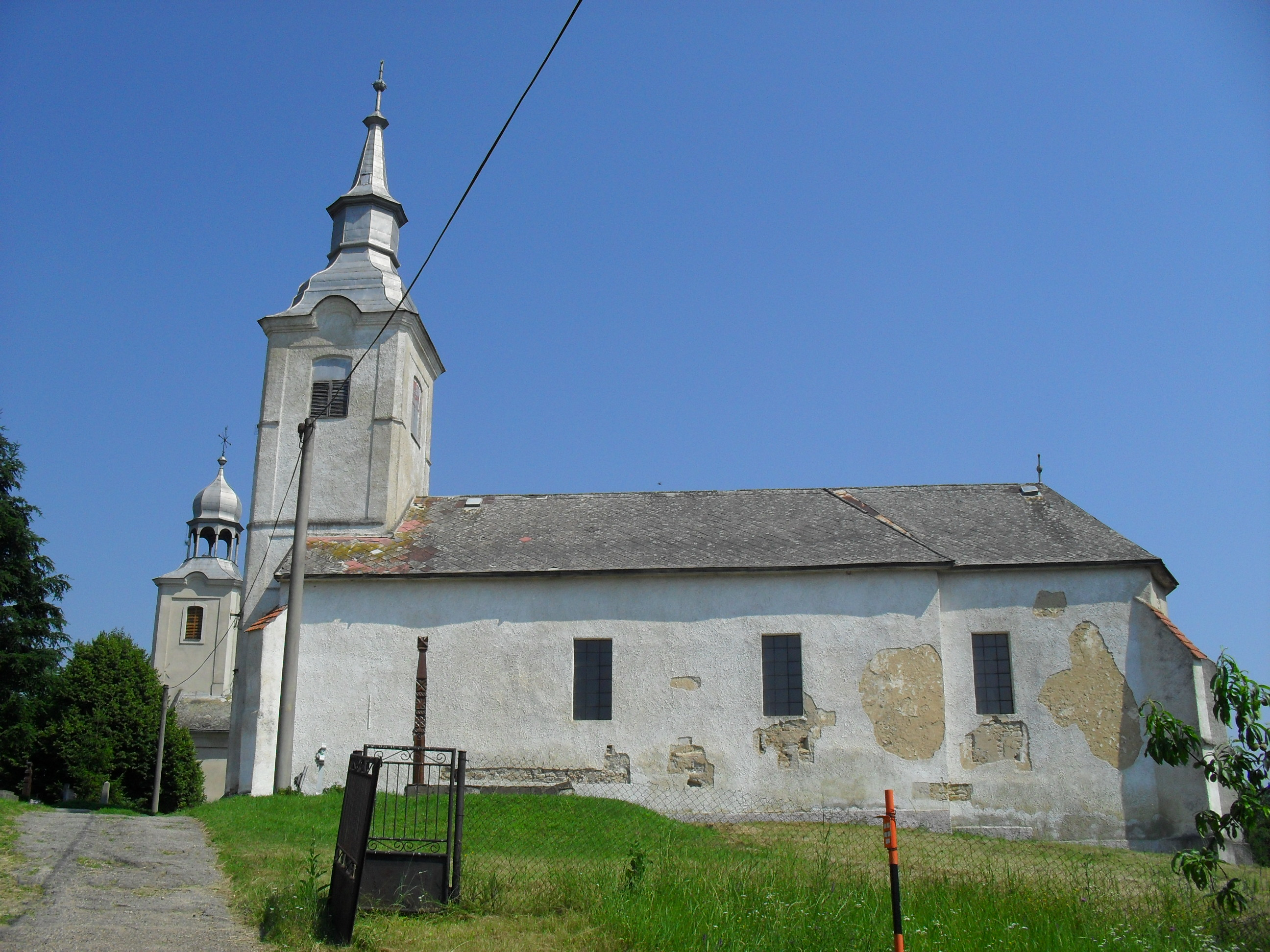
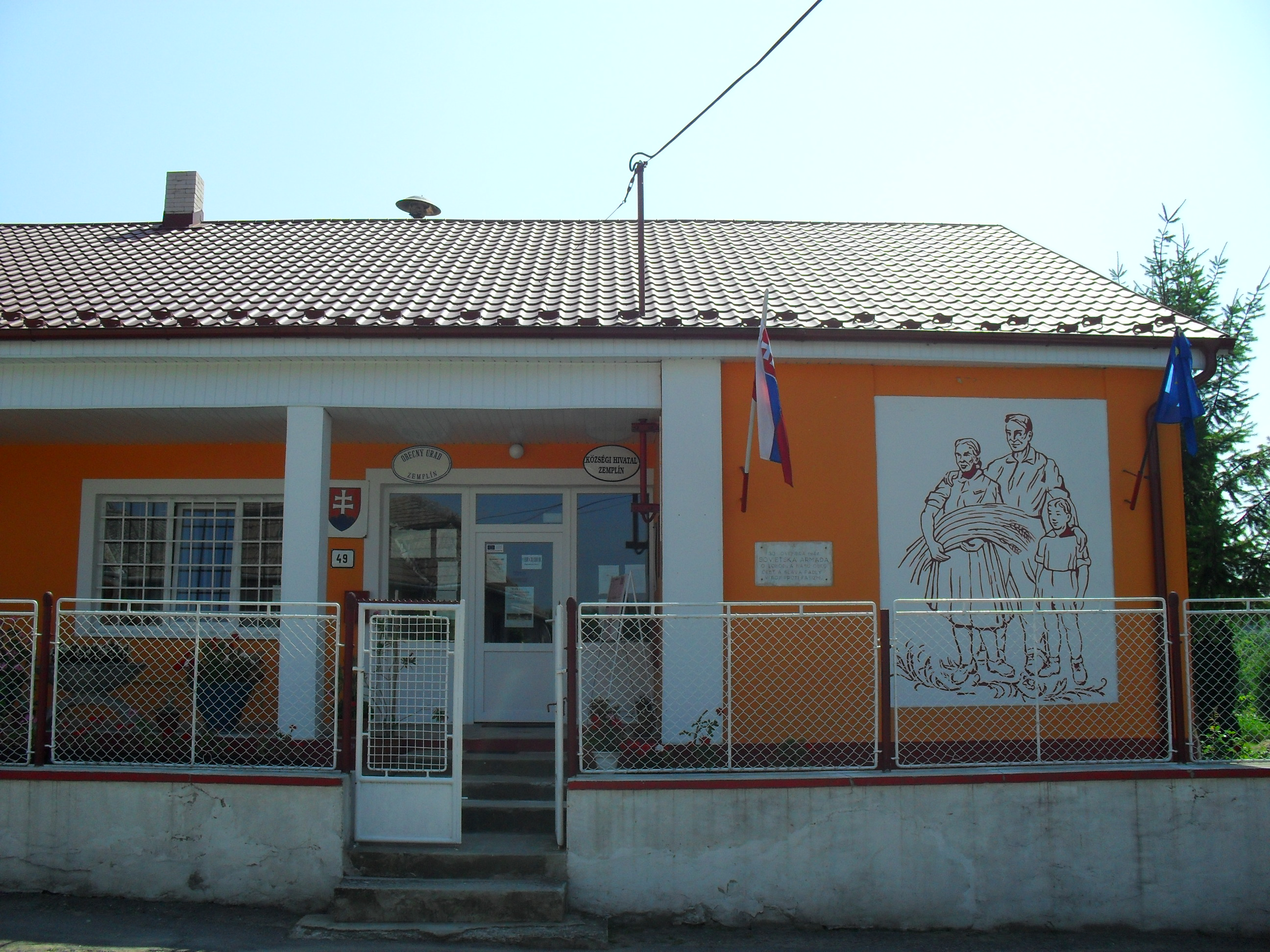
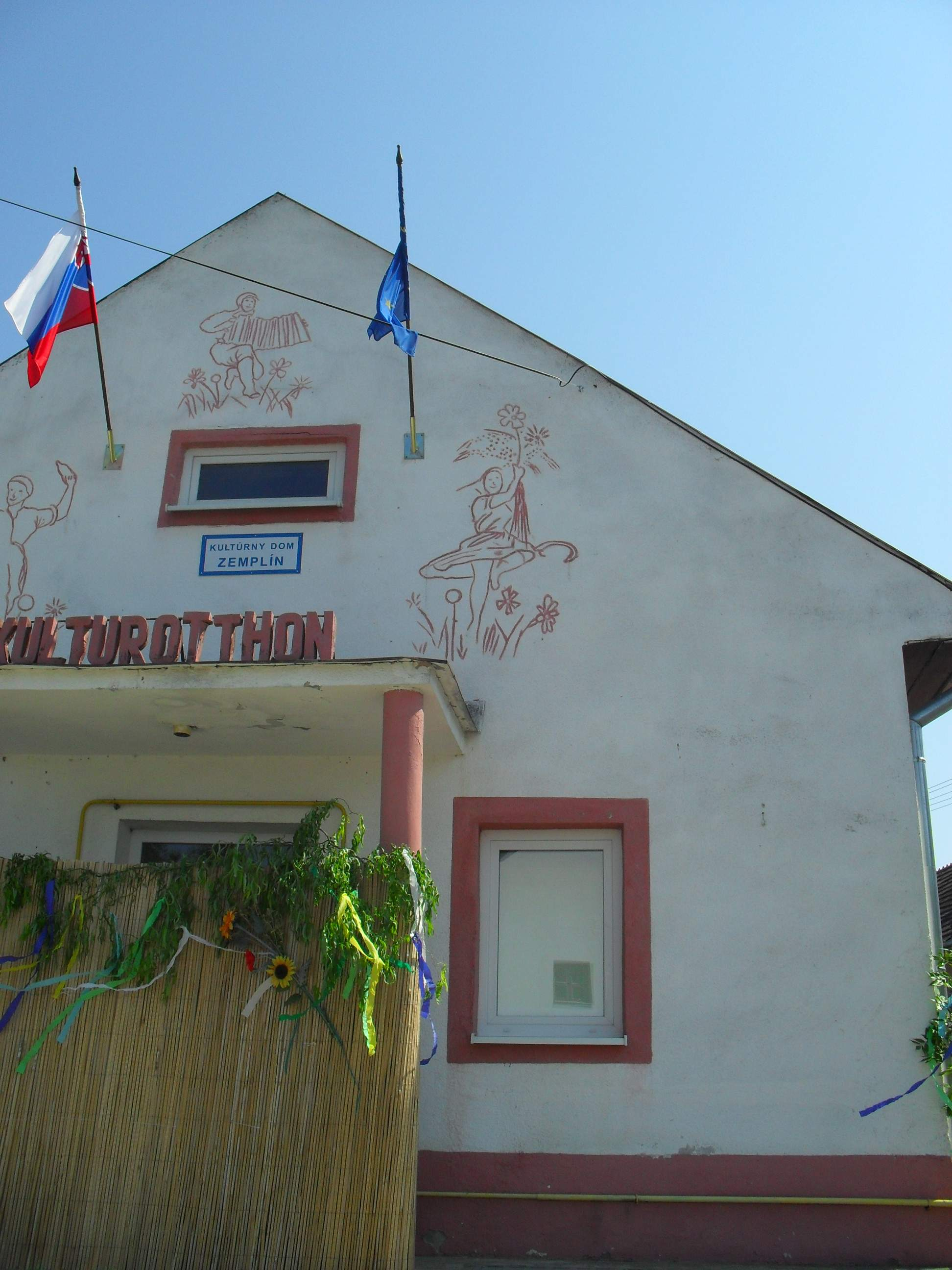